# Olympische Winterspiele 1976/Teilnehmer (Australien)
| Gelbes Symbol für Goldmedaillen mit stilisierten Olympischen Ringen | Graues Symbol für Silbermedaillen mit stilisierten Olympischen Ringen | Braundes Symbol für Bronzemedaillen mit stilisierten Olympischen Ringen |
| ------------------------------------------------------------------- | --------------------------------------------------------------------- | ----------------------------------------------------------------------- |
| —                                                                   | —                                                                     | —                                                                       |

Australien nahm an den Olympischen Winterspielen 1976 im österreichischen Innsbruck mit einer Delegation von acht Athleten, fünf Männer und drei Frauen, teil.
Seit 1936 war es die achte Teilnahme Australiens bei Olympischen Winterspielen.

## Flaggenträger
Der Eisschnellläufer Colin Coates trug die Flagge Australiens während der Eröffnungsfeier im Bergisel-Stadion.
Siehe auch → Liste der Flaggenträger der australischen Mannschaften bei Olympischen Spielen

## Teilnehmer nach Sportarten

### Ski Alpin
Frauen
- Joanne Henke
Abfahrt: 36. Platz – 1:59,59 min
Riesenslalom: 40. Platz – 1:45,40 min
Slalom: DNF
- Sally Rodd
Abfahrt: 31. Platz – 1:54,82 min
Riesenslalom: 33. Platz – 1:37,52 min
Slalom: DNF

Männer
- Kim Clifford
Abfahrt: 34. Platz – 1:51,64 min
Riesenslalom: DSQ
Slalom: DNF
- David Griff
Abfahrt: 22. Platz – 1:49,02 min
Slalom: DNF
- Robert McIntyre
Abfahrt: DNF

### Eiskunstlauf
Frauen
- Sharon Burley
20. Platz

Männer
- Billy Schober
DNF

### Eisschnelllauf
Männer
- Colin Coates
500 m: 25. Platz – 41,77 s
1000 m: 11. Platz – 1:21,72 min
1500 m: 8. Platz – 2:03,34 min
5000 m: 10. Platz – 7:41,96 min
10.000 m: 6. Platz – 15:16,80 min

## Weblink
- Olympiamannschaft Australiens 1976 in der Datenbank von Sports-Reference (englisch; archiviert vom Original)